# Seki-ray
seki-ray (jap. 鶺鴒〜seki-ray〜 Sekirei ~seki-ray~) – piąty singel japońskiego artysty Gackta, wydany 8 marca 2000 roku. Osiągnął 7 pozycję w rankingu Oricon i pozostał na listach przebojów przez 6 tygodni. Sprzedano 108 870 egzemplarzy.

## Lista utworów
Wszystkie utwory zostały skomponowane i napisane przez Gackt C.
| Nr | Tytuł                                                                              | Aranżacja           | Czas |
| -- | ---------------------------------------------------------------------------------- | ------------------- | ---- |
| 1. | "seki-ray" (jap. 鶺鴒〜seki-ray〜 Sekirei~seki-ray~)                               | Gackt.C, Chachamaru | 4:17 |
| 2. | "seki-ray" (jap. 鶺鴒〜seki-ray〜 Sekirei~seki-ray~) (Instrumental String Arrange) | Gackt.C, Chachamaru | 5:13 |
| 3. | "seki-ray" (jap. 鶺鴒〜seki-ray〜 Sekirei~seki-ray~) (Instrumental)                | Gackt.C, Chachamaru | 4:09 |